# Liste des titres musicaux numéro un au Royaume-Uni en 1980
Cette page liste les titres classés no 1 des ventes de disques au Royaume-Uni pour l'année 1980 selon The Official Charts Company.
Les classements hebdomadaires sont issus des UK Singles Chart et UK Albums Chart.

## Classement des singles
| №  | Date         | Artiste                                        | Titre                                             | Référence |
| -- | ------------ | ---------------------------------------------- | ------------------------------------------------- | --------- |
| 1  | 6 janvier    | Pink Floyd                                     | Another Brick in the Wall (Part 2)                |           |
| 2  | 13 janvier   | The Pretenders                                 | Brass in Pocket                                   |           |
| 3  | 20 janvier   | The Pretenders                                 | Brass in Pocket                                   |           |
| 4  | 27 janvier   | The Specials                                   | Too Much Too Young (The Special AKA Live! EP)     |           |
| 5  | 3 février    | The Specials                                   | Too Much Too Young (The Special AKA Live! EP)     |           |
| 6  | 10 février   | Kenny Rogers                                   | Coward of the County                              |           |
| 7  | 17 février   | Kenny Rogers                                   | Coward of the County                              |           |
| 8  | 24 février   | Blondie                                        | Atomic                                            |           |
| 9  | 2 mars       | Blondie                                        | Atomic                                            |           |
| 10 | 9 mars       | Fern Kinney (en)                               | Together We Are Beautiful                         |           |
| 11 | 16 mars      | The Jam                                        | Going Underground / Dreams of Children            |           |
| 12 | 23 mars      | The Jam                                        | Going Underground / Dreams of Children            |           |
| 13 | 30 mars      | The Jam                                        | Going Underground / Dreams of Children            |           |
| 14 | 6 avril      | Detroit Spinners                               | Working My Way Back to You (en) / Forgive Me Girl |           |
| 15 | 13 avril     | Detroit Spinners                               | Working My Way Back to You (en) / Forgive Me Girl |           |
| 16 | 20 avril     | Blondie                                        | Call Me                                           |           |
| 17 | 27 avril     | Dexys Midnight Runners                         | Geno                                              |           |
| 18 | 4 mai        | Dexys Midnight Runners                         | Geno                                              |           |
| 19 | 11 mai       | Johnny Logan                                   | What's Another Year                               |           |
| 20 | 18 mai       | Johnny Logan                                   | What's Another Year                               |           |
| 21 | 25 mai       | The Mash                                       | Theme from M*A*S*H (Suicide Is Painless)          |           |
| 22 | 1er juin     | The Mash                                       | Theme from M*A*S*H (Suicide Is Painless)          |           |
| 23 | 8 juin       | The Mash                                       | Theme from M*A*S*H (Suicide Is Painless)          |           |
| 24 | 15 juin      | Don McLean                                     | Crying                                            |           |
| 25 | 22 juin      | Don McLean                                     | Crying                                            |           |
| 26 | 29 juin      | Don McLean                                     | Crying                                            |           |
| 27 | 6 juillet    | Olivia Newton-John et Electric Light Orchestra | Xanadu                                            |           |
| 28 | 13 juillet   | Olivia Newton-John et Electric Light Orchestra | Xanadu                                            |           |
| 29 | 20 juillet   | Odyssey                                        | Use It Up and Wear It Out                         |           |
| 30 | 27 juillet   | Odyssey                                        | Use It Up and Wear It Out                         |           |
| 31 | 3 août       | ABBA                                           | The Winner Takes It All                           |           |
| 32 | 10 août      | ABBA                                           | The Winner Takes It All                           |           |
| 33 | 17 août      | David Bowie                                    | Ashes to Ashes                                    |           |
| 34 | 24 août      | David Bowie                                    | Ashes to Ashes                                    |           |
| 35 | 31 août      | The Jam                                        | Start!                                            |           |
| 36 | 7 septembre  | Kelly Marie (en)                               | Feels Like I'm in Love                            |           |
| 37 | 14 septembre | Kelly Marie (en)                               | Feels Like I'm in Love                            |           |
| 38 | 21 septembre | The Police                                     | Don't Stand So Close to Me                        |           |
| 39 | 28 septembre | The Police                                     | Don't Stand So Close to Me                        |           |
| 40 | 5 octobre    | The Police                                     | Don't Stand So Close to Me                        |           |
| 41 | 12 octobre   | The Police                                     | Don't Stand So Close to Me                        |           |
| 42 | 19 octobre   | Barbra Streisand                               | Woman in Love                                     |           |
| 43 | 26 octobre   | Barbra Streisand                               | Woman in Love                                     |           |
| 44 | 2 novembre   | Barbra Streisand                               | Woman in Love                                     |           |
| 45 | 9 novembre   | Blondie                                        | The Tide Is High                                  |           |
| 46 | 16 novembre  | Blondie                                        | The Tide Is High                                  |           |
| 47 | 23 novembre  | ABBA                                           | Super Trouper                                     |           |
| 48 | 30 novembre  | ABBA                                           | Super Trouper                                     |           |
| 49 | 7 décembre   | ABBA                                           | Super Trouper                                     |           |
| 50 | 14 décembre  | John Lennon                                    | (Just Like) Starting Over                         |           |
| 51 | 21 décembre  | St Winifred's School Choir (en)                | There's No One Quite Like Grandma                 |           |
| 52 | 28 décembre  | St Winifred's School Choir (en)                | There's No One Quite Like Grandma                 |           |

## Classement des albums
| №  | Date         | Artiste            | Titre                                  | Référence |
| -- | ------------ | ------------------ | -------------------------------------- | --------- |
| 1  | 6 janvier    | ABBA               | Greatest Hits Vol. 2                   |           |
| 2  | 13 janvier   | The Pretenders     | Pretenders                             |           |
| 3  | 20 janvier   | The Pretenders     | Pretenders                             |           |
| 4  | 27 janvier   | The Pretenders     | Pretenders                             |           |
| 5  | 3 février    | The Pretenders     | Pretenders                             |           |
| 6  | 10 février   | Compilation        | The Last Dance                         |           |
| 7  | 17 février   | Compilation        | The Last Dance                         |           |
| 8  | 24 février   | The Shadows        | String of Hits                         |           |
| 9  | 2 mars       | The Shadows        | String of Hits                         |           |
| 10 | 9 mars       | The Shadows        | String of Hits                         |           |
| 11 | 16 mars      | Johnny Mathis      | Tears and Laughter                     |           |
| 12 | 23 mars      | Johnny Mathis      | Tears and Laughter                     |           |
| 13 | 30 mars      | Genesis            | Duke                                   |           |
| 14 | 6 avril      | Genesis            | Duke                                   |           |
| 15 | 13 avril     | Rose Royce         | Greatest Hits                          |           |
| 16 | 20 avril     | Rose Royce         | Greatest Hits                          |           |
| 17 | 27 avril     | Sky                | Sky 2                                  |           |
| 18 | 4 mai        | Sky                | Sky 2                                  |           |
| 19 | 11 mai       | Boney M.           | The Magic of Boney M. - 20 Golden Hits |           |
| 20 | 18 mai       | Boney M.           | The Magic of Boney M. - 20 Golden Hits |           |
| 21 | 25 mai       | Paul McCartney     | McCartney II                           |           |
| 22 | 1er juin     | Paul McCartney     | McCartney II                           |           |
| 23 | 8 juin       | Peter Gabriel      | Peter Gabriel                          |           |
| 24 | 15 juin      | Peter Gabriel      | Peter Gabriel                          |           |
| 25 | 22 juin      | Roxy Music         | Flesh and Blood                        |           |
| 26 | 29 juin      | The Rolling Stones | Emotional Rescue                       |           |
| 27 | 6 juillet    | The Rolling Stones | Emotional Rescue                       |           |
| 28 | 13 juillet   | Queen              | The Game                               |           |
| 29 | 20 juillet   | Queen              | The Game                               |           |
| 30 | 27 juillet   | Deep Purple        | Deepest Purple                         |           |
| 31 | 3 août       | AC/DC              | Back in Black                          |           |
| 32 | 10 août      | AC/DC              | Back in Black                          |           |
| 33 | 17 août      | Roxy Music         | Flesh and Blood                        |           |
| 34 | 24 août      | Roxy Music         | Flesh and Blood                        |           |
| 35 | 31 août      | Roxy Music         | Flesh and Blood                        |           |
| 36 | 7 septembre  | Gary Numan         | Telekon                                |           |
| 37 | 14 septembre | Kate Bush          | Never for Ever                         |           |
| 38 | 21 septembre | David Bowie        | Scary Monsters (and Super Creeps)      |           |
| 39 | 28 septembre | David Bowie        | Scary Monsters (and Super Creeps)      |           |
| 40 | 5 octobre    | The Police         | Zenyattà Mondatta                      |           |
| 41 | 12 octobre   | The Police         | Zenyattà Mondatta                      |           |
| 42 | 19 octobre   | The Police         | Zenyattà Mondatta                      |           |
| 43 | 26 octobre   | The Police         | Zenyattà Mondatta                      |           |
| 44 | 2 novembre   | Barbra Streisand   | Guilty                                 |           |
| 45 | 9 novembre   | Barbra Streisand   | Guilty                                 |           |
| 46 | 16 novembre  | ABBA               | Super Trouper                          |           |
| 47 | 23 novembre  | ABBA               | Super Trouper                          |           |
| 48 | 30 novembre  | ABBA               | Super Trouper                          |           |
| 49 | 7 décembre   | ABBA               | Super Trouper                          |           |
| 50 | 14 décembre  | ABBA               | Super Trouper                          |           |
| 51 | 21 décembre  | ABBA               | Super Trouper                          |           |
| 52 | 28 décembre  | ABBA               | Super Trouper                          |           |

## Meilleures ventes de l'année
C'est le groupe The Police qui réalise la meilleure vente de singles de l'année avec Don't Stand So Close to Me qui s'est écoulé à 808 000 exemplaires, selon The Official Charts Company. Il devance Woman in Love de Barbra Streisand (780 000 exemplaires vendus), Feels Like I'm in Love (en) de Kelly Marie (en) (760 000), Super Trouper du groupe ABBA (709 000), et D.I.S.C.O. du duo français Ottawan qui a culminé à la 2e place du classement hebdomadaire et a trouvé 706 000 acheteurs au Royaume-Uni.
| Singles | Albums |
| --- | --- |
| 1. The Police – Don't Stand So Close to Me 2. Barbra Streisand - Woman in Love 3. Kelly Marie – Feels Like I'm in Love 4. ABBA - Super Trouper 5. Ottawan - D.I.S.C.O. 6. Blondie - The Tide Is High 7. Dexy's Midnight Runners - Geno 8. Fern Kinney - Together We Are Beautiful 9. Kenny Rogers - Coward of the County 10. Detroit Spinners - Working My Way Back to You / Forgive Me Girl | 1. ABBA – Super Trouper 2. The Police - Zenyattà Mondatta 3. Rose Royce - Greatest Hits 4. The Pretenders - Pretenders 5. The Police - Regatta de Blanc 6. Roxy Music - Flesh and Blood 7. Michael Jackson - Off the Wall 8. Genesis - Duke 9. Barbra Streisand - Guilty 10. Sky - Sky 2 |